# (4790) Petrpravec
(4790) Petrpravec ist ein Asteroid des Hauptgürtels, der am 9. August 1988 von der US-amerikanischen Astronomin Eleanor Helin am Palomar-Observatorium (IAU-Code 675) in Kalifornien entdeckt wurde.
Der Asteroid ist nach dem tschechischen Astronomen Petr Pravec (* 1967) benannt.